# Edward Hart
Edward James Hart (ur. 24 kwietnia 1949 w Martinez w Kalifornii) – amerykański lekkoatleta sprinter, mistrz olimpijski z 1972 z Monachium.
Zdobył akademickie mistrzostwo Stanów Zjednoczonych (NCAA) w biegu na 100 jardów w 1970. W 1972 w amerykańskich kwalifikacjach przedolimpijskich zwyciężył w biegu na 100 metrów. Był jednym z faworytów tej konkurencji na  igrzyskach olimpijskich w 1972 w Monachium. Jednak po wygraniu przedbiegów Hart i inny sprinter amerykański Reynaud Robinson spóźnili się na swe biegi ćwierćfinałowe i zostali wyeliminowani walkowerem. Powodem spóźnienia było to, że trener amerykański miał nieaktualny program zawodów.
Hart częściowo powetował sobie to niepowodzenie zdobywając złoty medal w sztafecie 4 × 100 metrów, która dodatkowo ustanowiła rekord świata wynikiem 38,19 s (biegła w składzie: Larry Black, Robert Taylor, Gerald Tinker i Edward Hart).
Hart zakończył karierę lekkoatletyczną pod koniec 1972, ale wznowił ją w 1978 i przez 2 lata był w czołówce sprinterów amerykańskich.

## Rekordy życiowe
- bieg na 100 jardów – 9,2 s (1969)
- bieg na 100 metrów – 10,07 s (1978)
- bieg na 220 jardów – 20,5 s (1970)